# Acido fusidico
L'acido fusidico è un antibiotico batteriostatico che viene spesso utilizzato per via topica in creme e colliri, ma può anche essere somministrato per via sistemica sotto forma di compresse o iniezioni. Spesso utilizzato nella forma di fusidato di sodio, l'antibiotico è stato isolato nel 1962 dalle colture di un fungo, il Fusarium coccineum. Il problema della resistenza antimicrobica recentemente ha portato a un rinnovato interesse per il suo utilizzo.

## Caratteristiche strutturali e fisiche
Anche se la molecola dell'acido fusidico ha una certa somiglianza con gli ormoni steroidei, stereochimicamente è fondamentalmente diversa.
Il farmaco è attivo sui cocchi Gram-positivi, stafilococchi (inclusi i ceppi resistenti alla penicillina), pneumococchi e streptococchi. In vitro può emergere facilmente resistenza, ma ciò può succedere anche in vivo, specialmente se impiegato su ferite estese.

## Farmacodinamica
Il farmaco espleta la sua attività batteriostatica inibendo l'enzima translocasi. È attivo su Gram+ e cocchi Gram-, sviluppa frequentemente resistenza.

## Farmacocinetica
Dopo somministrazione orale il farmaco viene assorbito rapidamente. Il picco di concentrazione plasmatica viene raggiunto 1-2 ore dopo la somministrazione orale e i livelli si mantengono elevati per 6-8 ore. Probabilmente a causa della lenta escrezione a seguito di somministrazione orale i livelli sierici del farmaco in tre giorni raggiungono concentrazioni maggiori di 100 µg/mL. 
Dopo somministrazione endovenosa il farmaco si distribuisce rapidamente nei tessuti corporei e l'emivita varia approssimativamente fra le 5 e 6 ore nell'adulto.
 Le concentrazioni tissutali sono massime nel fegato e nel tessuto osseo.
Il legame con le proteine plasmatiche è del 90-95%, per cui l'eliminazione renale è lenta. L'eliminazione principale avviene attraverso il ciclo enteroepatico in forma di metaboliti e solo l'1% della dose assunta viene eliminato nelle urine.

## Tossicità
La DL50 nel topo per via sottocutanea è di 313 mg/kg; per os è di 840,5 mg/kg.

## Usi clinici
Indicato nelle infezioni acute e croniche causate da germi Gram-positivi, in particolare nelle infezioni stafilococciche: ascessi, foruncolosi, ferite infette, broncopolmoniti, peritoniti, osteomieliti, endocarditi enteriti, in particolare se sostenute da C. difficile.
Indicato inoltre nella chemioprofilassi delle infezioni meningococciche.
L'acido fusidico è stato consigliato anche nel trattamento delle uveiti croniche per le sue proprietà immunosoppressive.
Per uso esterno viene utilizzato nelle piodermiti in genere, ma in passato anche nella psoriasi. Quando applicato per via topica l'assorbimento percutaneo del farmaco è trascurabile. Una recente review sull'uso del farmaco in dermatologia ha sottolineato che in tale ambito lo sviluppo di resistenza è rimasto decisamente basso.

## Somministrazione
Viene somministrato in capsule o applicato in pomata:
- Per via orale si somministrano generalmente 500 mg tre volte al giorno; nelle infezioni gravi, fino a 3 g/die.
- Pomata al 2%: 2-3 applicazioni al giorno.

## Effetti collaterali
Si può verificare dispepsia che può essere evitata somministrando il farmaco a stomaco pieno.
Occasionalmente si possono avere eruzioni cutanee su base allergica, ittero e alterazioni della funzionalità epatica, reversibili con sospensione del trattamento o diminuzione del dosaggio. Sono stati inoltre segnalati alcuni casi di trombocitopenia.
Controindicato in caso di ipersensibilità nota al farmaco, o in caso di rosacea.
Non deve essere usato nel trattamento di infezioni da Pseudomonas o da Proteus, poiché questi microorganismi sono resistenti all'antibiotico.
Dovrebbe essere somministrato con cautela in pazienti con insufficienza epatica. Il fusidato si può associare ad altri antibiotici per incrementare l'attività antibatterica, allargare lo spettro d'azione e minimizzare i rischi di comparsa di mutanti batterici meno sensibili o resistenti.
La colestiramina si potrebbe legare al fusidato di sodio impedendone l'assorbimento completo.
Anche l'idrocortisone ha effetti sull'attività antibatterica dell'acido fusidico.
Il fusidato di sodio potrebbe interferire con l'analisi fluorimetrica dell'idrocortisone plasmatico.